# Unplugged (Ерик Клептън)
Unplugged е блус–рок албум на Ерик Клептън издаден през 1992 г.
Unplugged е записан на живо в Лондон за серията на Ем Ти Ви – MTV Unplugged. Включва хит-сингъла Tears In Heaven и обстойно преработена акустична версия на Layla.
Клептън изпълнява концерта пред малка аудитория на 16 януари 1992 г. в Брей Филм Стюдиос в Уиндзор, Англия. Освен окончателните парчета от албума, по време на концерта се изпълняват ранни версии на My Father's Eyes и Circus Left Town, заедно с Worried Life Blues и импровизирана версия на Rollin' and Tumblin'. През по-голямата част от спектакъла Ерик Клептън свири на акустична китара Мартин 000-42, и през 2004 г. тя бива продадена на търг за $791 500.
Албумът печели Грами за „Албум на годината“, „Най-добро мъжко поп-вокално изпълнение“ и „Най-добро мъжко рок-вокално изпълнение“. Песента Tears In Heaven печели Грами за „Песен на годината“, а Layla за „Най-добра рок-песен“.

## Песни
1. Signe (Clapton) – 3:13
2. Before You Accuse Me (McDaniel) —— 3:44
3. Hey Hey (Broonzy) – 3:16
4. Tears in Heaven (Clapton/Jennings) – 4:36
5. Lonely Stranger (Clapton) – 5:27
6. Nobody Knows You When You're Down and Out (Cox) – 3:49
7. Layla (Clapton/Gordon) – 4:46
8. Running on Faith (Williams) – 6:30
9. Walkin' Blues (Johnson) – 3:37
10. Alberta (Traditional) – 3:42
11. San Francisco Bay Blues (Fuller) – 3:23
12. Malted Milk (Johnson) – 3:36
13. Old Love (Clapton/Cray) – 7:52
14. Rollin' and Tumblin' (Waters) – 4:12

## Музиканти
- Ерик Клептън – китара и вокали
- Анди Фейруедър-Лоу – китара
- Рей Купър – перкусии
- Нейтън Ийст – бас-китара, бекграунд вокали
- Стийв Фероне – барабани
- Чък Лавел – клавишни
- Кейти Кисуун – бекграунд вокали
- Теса Нийлс – бекграунд вокали